# Gemünden am Main
Gemünden am Main är en stad i Landkreis Main-Spessart i Regierungsbezirk Unterfranken i förbundslandet Bayern i Tyskland.